# Грабовой, Вадим
Вадим Грабовой (род. 5 апреля 1973) — советский и украинский легкоатлет, специалист по метанию молота. Выступал за сборные СССР, СНГ и Украины по лёгкой атлетике в 1990-х и 2000-х годах, чемпион мира среди юниоров, серебряный призёр Всемирных военных игр. Мастер спорта международного класса.

## Биография
Вадим Грабовой родился 5 апреля 1973 года. Занимался лёгкой атлетикой в городе Никополе Днепропетровской области. На соревнованиях представлял Советскую Армию.
Проходил подготовку под руководством заслуженных тренеров Украины Владимира Ивановича Воловика и Валерия Анатольевича Решетникова.
Впервые заявил о себе на международном уровне в сезоне 1991 года, когда вошёл в состав советской сборной и выступил на юниорском европейском первенстве в Салониках, где с результатом 67,92 стал в метании молота четвёртым.
В 1992 году, находясь в команде СНГ, на юниорском мировом первенстве в Сеуле метнул молот на 73 метра ровно (рекорд чемпионата) — тем самым превзошёл всех своих соперников и завоевал золотую медаль.
После распада Советского Союза Грабовой участвовал в различных международных турнирах в составе украинской национальной сборной. Так, в 1995 году он представлял Украину на Всемирных военных играх в Риме — показал результат 75,46 метра и получил серебряную награду, уступив только россиянину Александру Селезнёву.
В мае 2002 года на соревнованиях в Белой Церкви установил свой личный рекорд — 79,82 метра. С этим результатом по итогам сезона занял в мировом рейтинге 21-е место.
Завершил спортивную карьеру по окончании сезона 2007 года.